# Ortopoli
Ortopoli è, nella mitologia greca, figlio di Plemneo, re di Sicione. A quest'ultimo non restava in vita alcun figlio: appena i neonati emettevano il loro primo grido, morivano. Ma Demetra ebbè pietà di lui, e, assumendo le sembianze di una straniera, giunse alla sua corte dove allevò il figlio che il re ebbe in quel momento. La dea seppe togliere la maledizione che pesava su Ortopoli e quest'ultimo riuscì a sopravvivere sano e salvo. Ortopoli ebbe anche una figlia, Crisorte, che si unì con Apollo e gli diede un figlio, chiamato Corono. Quest'ultimo sarebbe quindi il nipote di Ortopoli.